# Etiopía-Plaza de la Transparencia (estación)
Etiopía/Plaza de la Transparencia es una de las estaciones que forman parte del Metro de la Ciudad de México, perteneciente a la Línea 3. Se ubica al sur de la Ciudad de México, en la alcaldía Benito Juárez.

## Información general
Toma su nombre de una vieja glorieta que estaba situada en la intersección de las Avenidas Cuauhtémoc y Xola, la cual era llamada Glorieta de Etiopía. El ícono es una cabeza de león que se identifica con el país Etiopía y el logotipo del InfoDF (Instituto de Acceso a la Información Pública del Distrito Federal) inscrito en la cabeza del león. Esta estación fue construida en la cuarta ampliación de la línea 3.
El andén de la estación guarda una placa conmemorativa de la visita a México de su Majestad Imperial, Haile Selassie, el 22 de junio de 1954.
Anteriormente esta estación era llamada solo Etiopía, pero a partir del 25 de noviembre de 2008 se aprobó el cambio de nombre de la estación agregándosele Plaza de la Transparencia al nombre anterior, ya que el Instituto de Acceso a la Información Pública del Distrito Federal se encuentra cerca de la estación. El 27 de marzo de 2009 comenzó el cambio de manera oficial.

## Conectividad

### Salidas
- Norponiente: Eje 1 Poniente Avenida Cuauhtémoc y Eje 4 Sur Avenida Xola, Colonia Narvarte
- Surponiente: Eje 1 Poniente Avenida Cuauhtémoc y Calle Anaxágoras, Colonia Narvarte
- Suroriente: Eje 1 Poniente Avenida Cuauhtémoc y Avenida Cumbres de Maltrata Colonia Narvarte
- Nororiente: Eje 1 Poniente Avenida Cuauhtémoc y Eje 4 Sur Avenida Xola, Colonia Narvarte

### Conexiones
Existen conexiones con las estaciones y paradas de diversos sistemas de transporte:
- Líneas 2 y 3 del Metrobús.

## Afluencia
La siguiente tabla muestra la afluencia de la estación en los últimos 10 años:
| Afluencia Anual de Pasajeros | Afluencia Anual de Pasajeros | Afluencia Anual de Pasajeros | Afluencia Anual de Pasajeros | Afluencia Anual de Pasajeros | Afluencia Anual de Pasajeros |
| ---------------------------- | ---------------------------- | ---------------------------- | ---------------------------- | ---------------------------- | ---------------------------- |
| Año                          | Afluencia                    | A Diario                     | Ranking                      | Incremento                   | Ref.                         |
| 2023                         | 7,755,607                    | 21,248                       | 48°/195                      | +15.49%                      | [ 5 ]                        |
| 2022                         | 6,715,640                    | 18,399                       | 52°/195                      | +43.09%                      | [ 5 ]                        |
| 2021                         | 4,693,331                    | 12,858                       | 56°/195                      | -23.28%                      | [ 6 ]                        |
| 2020                         | 6,117,488                    | 16,714                       | 42°/195                      | -43.80%                      | [ 7 ]                        |
| 2019                         | 10,885,701                   | 29,823                       | 43°/195                      | -1.99%                       | [ 8 ]                        |
| 2018                         | 11,106,302                   | 30,428                       | 41°/195                      | +1.97%                       | [ 9 ]                        |
| 2017                         | 10,892,033                   | 29,841                       | 43°/195                      | -1.48%                       | [ 10 ]                       |
| 2016                         | 11,055,480                   | 30,206                       | 44°/195                      | +1.56%                       | [ 11 ]                       |
| 2015                         | 10,885,672                   | 29,823                       | 45°/195                      | -0.33%                       | [ 12 ]                       |
| 2014                         | 10,921,783                   | 29,992                       | 43°/195                      | -3.82%                       | [ 13 ]                       |